# Bévy
Bévy é uma comuna francesa na região administrativa da Borgonha-Franco-Condado, no departamento de Côte-d'Or. Estende-se por uma área de 5,33 km². Em 2010 a comuna tinha 143 habitantes (densidade: 26,8 hab./km²).